# ノーブル (競走馬)
ノーブル（Noble、1783年 - ?）は、18世紀末のイギリスの競走馬。第7回ダービーステークスに優勝した。調教師はフランク・ニール。「very temperate」と呼ばれていた。鹿毛の牡馬。
父ハイフライヤー (Highflyer) は計3頭のダービー馬を出すが、本馬はその最初の一頭。母はブリム (Brim) 、牝系は9-d族に属す。
ノーブルはトミー・パントンによってニューマーケットで生産・所有されていた馬。1786年5月31日に15頭立てで行なわれた第7回のダービーを、30対1の人気薄ながらJ.ホワイト騎乗で優勝した、賞金は1155ポンドだった。のちにロシアへと売られた。